# Хакетт, Джоан
Джоан Хакетт (англ. Joan Hackett; 1 марта 1934, Гарлем — 8 октября 1983, Энсино, Калифорния) — американская актриса, лауреат премии «Золотой глобус» (1981).

## Биография
Джоан Энн Хакетт родилась в Нью-Йорке в семье с ирландскими и итальянскими корнями. Образование она получила в католической школе, куда её в детстве отправили родители.
Её актёрский дебют состоялся в 1959 году в телесериале «Молодой доктор Янг». Спустя два года Хакетт стала лауреатом премий «Драма Деск», «Obie» и Мировой театральной премии за роль в пьесе «Назови меня моим правильным именем». В 1960-х она много снималась на телевидении, где у неё были роли в телесериалах «Защитники», «Сумеречная зона», «Доктор Килдэр», «Бен Кэйси», «Боб Хоуп представляет» и многих других. В 1966 году актриса сыграла Дотти в феминистской драме Сидни Люмета «Группа», а спустя два года у неё была успешная роль молодой матери Кэтрин Аллен в вестерне «Уилл Пэнни» с Чарлтоном Хестоном в главной роли. Следующими приметными ролями стали Пруди Перкинс в комедийном вестерне «Поддержите своего шерифа!» (1969), а также Ли в детективе «Последний круиз на яхте «Шейла»» (1973). В 1980 году актриса появилась обнажённой в одной из сцен драмы Пола Саймона «One Trick Pony», а спустя год стала обладательницей «Золотого глобуса», а также номинанткой на «Оскар» за роль Тоби Ландау в картине «Только когда я смеюсь».
С 1965 по 1973 год Джоан Хакетт была замужем за актёром Ричардом Маллиганом. Актриса скончалась от рака яичников в клинике калифорнийского города Энсино в 1983 году. Она была похоронена в Голливуде на кладбище «Hollywood Forever».

## Награды
- «Золотой глобус» 1981 — «Лучшая актриса второго плана» («Только когда я смеюсь»)